# Nos Pais Television
Nos Pais (tiếng Anh: Our Country) là một kênh truyền hình phát sóng trên NTSC, kênh 4 ở Curaçao. Các chương trình của đài được phát bằng những ngôn ngữ như: Papiamento, tiếng Hà Lan và tiếng Anh. Mavis Albertina đã thành lập kênh này vào năm 2012 với mục tiêu tạo ra một xã hội gắn bó hơn nhiều ở vùng Caribe thuộc Hà Lan. Nos Pais Television có một khu liên hợp trường quay hiện đại ở khu vực Saliña và đã đầu tư vào công nghệ HD.